# Egidijus Šileikis
Egidijus Šileikis (ur. 8 maja 1967 w Sołokach) – litewski prawnik, konstytucjonalista, profesor prawa publicznego na Wydziale Prawa Uniwersytetu Wileńskiego, były sędzia Sądu Konstytucyjnego Litwy.

## Edukacja
Po ukończeniu szkoły średniej w Ponedelach, studiował prawo na Wydziale Prawa Uniwersytetu Wileńskiego (1984-1989). Następnie ukończył studia podyplomowe dla prawników zagranicznych (LLM) na Wydziale Prawa Uniwersytetu Goethego we Frankfurcie nad Menem (1991). W 1994 roku uzyskał doktorat za pracę "Koncepcja wolności i systemu demokratycznego w niemieckiej Ustawie Zasadniczej oraz zasady państwa prawa i demokracji w Konstytucji Republiki Litewskiej".
W latach 1997–1998 prowadził badania naukowe we Frankfurcie nad Menem. W 2004 roku 3 miesiące prowadził badania na Uniwersytecie Humboldta w Berlinie. W 2005 roku habilitował się na podstawie pracy "Praktyczne i teoretyczne zagadnienia konstytucyjnych podstaw budowy litewskiej państwowości".
Egidijus Šileikis jest stypendystą Fundacji Alexandra von Humboldta, prowadzi badania na Uniwersytecie Humboldta w Berlinie oraz wraz z dr Ingolf Pernicem prowadzi ćwiczenia i kursy z litewskiego prawa konstytucyjnego.

## Kariera
Egidijus Šileikis w latach 1995-1997 oraz 1998-2000 był radcą prawnym w Departamencie Prawnym litewskiego sejmu. W latach 2002–2005 pracował jako radca prawny w Urzędzie Rady Ministrów Litwy. Od 2008 do 2017 roku był sędzią Trybunału Konstytucyjnego Litwy.

## Praca naukowa
Egidijus Šileikis pracował jako asystent, starszy asystent i docent. Od 2005 roku jest profesorem w Katedrze Prawa Konstytucyjnego na Wydziale Prawa Uniwersytetu Wileńskiego. Jego kursy obejmują litewskie prawo konstytucyjne oraz prawo miejskie. Jego zainteresowania badawcze obejmują sądownictwo konstytucyjne, prawo parlamentarne oraz status partii politycznych.

## Rodzina
Jest synem nauczycieli Kazimierza i Wilhelminy Šileikis. Jest kawalerem.

## Publikacje
- Dr Egidijus Sileikis. Konstytucyjne i ustawowe konstrukcje ochrony mniejszości na Litwie. Ochrona mniejszości w Europie Środkowej i Wschodniej, s. 101 Gerrit Manssen / Bogusław Banaszak (red.).
- Egidijus Šileikis: Przypadek oskarżenia przeciwko Prezydentowi Litwy Rolandasowi Paksasowi. W: WHO. Miesięcznik praw Europy Wschodniej.Vol. 46 (2004), nr 4, s. [266] - 278.
- Šileikis Egidijus. Prawa samorządu terytorialnego: bieżące problemy w zakresie projektowania i realizacji. 2002, 42.
- Powszechne wybory burmistrzów: możliwości i ograniczenia prostych ustanowień prawnych.
- Egidijus Sileikis: Wolność religii z punktu widzenia ustawodawcy i Trybunału Konstytucyjnego Republiki Litewskiej. Wolność religijna w Europie Środkowej i Wschodniej między tradycją i europeizacją. Seria: Składki na konstytucyjnego i administracyjnego Ratyzbona Tom Prawo 4 Rok: 2006. Frankfurt nad Menem, Berlin, Berno, Bruksela, Nowy Jork, Oxford, Wiedeń, 2006. 218 str. ISBN 3-631-55276-9.
- Sileikis Egidijus. Ostrożność i aktywność Trybunału Konstytucyjnego Litwy/ przez Sileikis Egidijus. – 2006., S. 583-605. W: Rocznik prawa publicznego 54 (2006). 06–3407, bv001281073.
- Sileikis, Egidijus. Wolna przedsiębiorczość w orzecznictwie konstytucyjnym Litwy. Ratyzbona: Jean Monnet, Katedra Prawa Europejskiego 2004.  - 194 s. Rozwój prawa europejskiego, t. 20.
- Możliwość zasięgania opinii Sejmu oraz podwójnego obywatelstwa członka. Prawo. Prace Naukowe. Nr. 47, str. 13.
- Profesor nadzwyczajny Šileikis Egidijus. Dziesięć lat konstytucyjnych kompetencji na Litwie.
- Sileikis Egidijus: Kwestie, sprawy i ćwiczenia z prawa konstytucyjnego (litewski). Wilno, Centrum Informacji Prawnej, 2004, 470 pp.
- Egidijus Šileikis. Pojęcie materii uznania odpowiedzialności konstytucyjnej. Justitia 2006 r., Nr. 2.
- Egidijus Šileikis. Sąd Najwyższy kontra Trybunał Konstytucyjny? Zagadka o fakcie prawnym, Justitia 2006 m. Stanford University Press 2006 r., Nr. 1.
- Egidijus Šileikis. Alternatywa dla prawa konstytucyjnego (wydanie 1). 2003, ISBN 9955-557-17-6.
- Egidijus Šileikis. Alternatywa dla prawa konstytucyjnego (wydanie 2). 2005, s. 608. ISBN 9955-557-72-9.
- Egidijus Šileikis. Konstytucyjne studia prawnicze. Problemy, przypadki i zadania. TIC, 2003. Na stronie 472, ISBN 9955-557-37-0.
- Egidijus Šileikis. Status prawny posła na Sejm. Wilno: Grupa wydawnicza Centrum Szkoleniowego Ministerstwa Finansów. 1996